# Tomoyoshi Tsurumi
Tomoyoshi Tsurumi (Yamanashi, 12 oktober 1979) is een voormalig Japans voetballer.

## Carrière
Tomoyoshi Tsurumi speelde tussen 2002 en 2008 voor Ventforet Kofu, Shimizu S-Pulse en Cerezo Osaka.